# Herold Jansson
Carl August Herold Jansson (født 13. november 1899 i København, død 23. april 1965 på Frederiksberg) var en dansk gymnast og udspringer, som deltog ved to olympiske lege i årene efter første verdenskrig.

## Idrætskarriere
Jansson deltog i holdgymnastik efter frit system ved OL 1920 i Antwerpen. Ifølge reglerne kunne et holdet bestå af op til 60 gymnaster. Øvelserne varede en time på redskaber efter holdets valg, og øvelserne var alle frivillige. Dommerne gav op til 50 point for præstationen og yderligere 10 point blev givet for antallet af deltagere på et hold. Dermed var den højest mulige score 60 point. Der var to dommere og gennemsnittet af deres point bestemte den endelige score. I denne konkurrence var der kun var to deltagende hold: et 20 mand stort dansk og et 26 mand stort norsk hold. De to dommere var Abraham Clod-Hansen fra Danmark og Johannes Dahl fra Norge, og eftersom de var fra samme nationer som de deltagende hold, varierede deres scorer meget. De to dommere gav deres egne hold nogenlunde lige mange point, men Hansen gav Norge en ret lav score, hvilket resulterede i at mesterskabet gik til Danmark med 51,35 point mod Norges 48,55 point.
Ved det samme OL deltog Jansson også i high diving (en variant af tårnspring), og her var han en af de ni deltagere, der nåede finalen. Her var svenskerne overlegne og besatte de fire første pladser, mens Jansson blev nummer seks.
Fire år senere, ved OL 1924 i Paris, stillede Jansson igen op i high diving, hvor han dog ikke kvalificerede sig til finalen.

## Familie
Herold Jansson havde svenske forældre; faren snedker Carl Johan Jansson (født 1872) var fra Kungsör og moren Ida Christine Björnlin (født 1868) fra Mölndal. 